# Benny & Ralph: due cuccioli per amici
Benny & Ralph: due cuccioli per amici (Chucklewood Critters) è un cartone animato ideato dagli ex animatori di Hanna-Barbera, Bill Hutten e Tony Love, che ruota intorno a due animali della foresta: Buttons (nell'adattamento italiano Benny), un giovane orso, e Rusty (nell'adattamento italiano Ralph), una volpe. Originariamente la serie è nata come special natalizio nel 1983 intitolato  The Christmas Tree Train, seguito da otto special che venivano prodotti ad ogni festività. Nel 1997 è stata prodotta una serie televisiva animata intitolata The New Chucklewood Critters, che è andata avanti per due stagioni.

## Speciali
- The Christmas Tree Train (1983)
- Which Witch is Which? (1984)
- The Turkey Caper (1985)
- A Chucklewood Easter (1986)
- The Adventure Machine (1991)
- What's Up Mom? (1992)
- Honeybunch (1992)
- Twas the Day Before Christmas (1993)
- School Daze (1994)